# Ann Edliden
Ann Elisabeth Edliden, född 29 december 1984 i Karlstad, är en svensk journalist och författare. Hon är nöjesjournalist på TT och har tidigare arbetat på bland annat Aftonbladet och Sveriges Television. Hon har givit ut två romaner på Bokförlaget Polaris.

## Biografi
Ann Edliden visade tidigt intresse för skrivande och hon drömde om att bli författare. När hon gick på gymnasiet skrev hon en novell som publicerades i antologin Färdlektyr. Hon studerade tyska i Düsseldorf innan hon kom in på journalisthögskolan vid Göteborgs universitet. Efter examen hade hon ett antal kortare anställningar på radiostationer innan hon startade en vintagebutik med café i Karlstad under namnet Tidens melodi. År 2015 återgick hon till journalistyrket, flyttade till Stockholm och arbetade som nöjesreporter på Aftonbladet. Efter en tid på Sveriges Television fick hon anställning på TT Nyhetsbyrån som nöjesjournalist.
När modern i början av 2020 blev allvarligt sjuk bestämde sig Edliden för att göra verklighet av författarambitionerna och skriva en roman. År 2021 kom hennes debutroman Någon annans tidsfördriv ut på Bokförlaget Polaris. Boken handlar om nätdejting. Huvudpersonen, 32-åriga Doris, faller offer för en man som hon träffar på en dejtingapp, och som säger sig vara en medveten feminist. Men när de stämmer träff dyker mannen inte upp. Det slutar med att Doris upptäcker att mannen har använt falska bilder för att lura en mängd olika kvinnor att sexchatta och skicka nakenbilder. Doris och de andra offren bestämmer sig tillsammans för att konfrontera mannen.
Boken innehåller också skandalscener från en dokusåpa liknande Paradise Hotel. När verklighetens Paradise Hotel drabbades av en skandal senare samma år uppmärksammades likheten med Edlidens fiktiva skildring.
Andra romanen Dör för dig kom ut 2022 på samma förlag. Den skildrar livet som influerare och vad det innebär att göra affärer av sin egen personlighet. Huvudpersonen, Vilma, är assistent åt influeraren Tess Dunckel, dotter till en känd poet. När Vilma följer med Tess på semi-semester till franska rivieran träffar de en äldre affärsman och råkar ut för en hemsk händelse.
Nyheter24:s bloggbevakare skrev i sin recension att "Jag rekommenderar den till alla, bortsett från Isabella Löwengrip".Tidningen Arbetets recensent Karina Cubilla menade att "Bokens karaktärer fastnar i en alltför dålig nidbild av vad många tror – och vill – att influencervärlden ska vara; jättedum."
Under 2023 startade Edliden, tillsammans med modevetaren Emily Dahl, podden "Oförskämt att anta" som behandlar svensk kändiskultur.